# Tmarus homanni
Tmarus homanni es una especie de araña cangrejo del género Tmarus, familia Thomisidae.

## Distribución
Esta especie se encuentra en Nueva Guinea.